# Nothing Else Matters
«Nothing Else Matters» (traducido al español: «Nada más importa») es una power ballad grabada e interpretada por la banda estadounidense de thrash metal Metallica. Se publicó el 20 de abril de 1992 como el tercer sencillo del quinto álbum de estudio autotitulado Metallica.
La canción llegó al número 34 en la lista de éxitos del Billboard Hot 100 y al número 11 en la lista de música rock de Billboard, el Mainstream Rock Tracks así como en el top-ten de numerosas listas de éxitos europeas. «Nothing Else Matters» se incluyó como una canción para el videojuego Guitar Hero: Metallica. La canción ha sido versionada más de cuarenta veces. Se ubica en el séptimo puesto de "las 1000 mejores canciones de siempre" de la revista Q Music. Es reconocida como una de las canciones más conocidas y famosas del grupo Metallica, así como una de las imprescindibles en sus conciertos.

## Historia
El cantante y guitarrista James Hetfield escribió esta canción al encontrarse desanimado por estar lejos de casa. Inicialmente, la canción no estaba destinada a ser grabada, ya que Hetfield lo había escrito para sí mismo y sentía que era demasiado personal e inadecuado para ser grabada por la banda, pero después de que el baterista Lars Ulrich lo escuchó, fue considerado para ser  incluida el álbum.
La canción fue grabada en un estudio de música en la casa de Lars Ulrich, el 13 de agosto de 1990.

## Composición
Su introducción es un arpegio en mi menor. Hetfield confirmó en Classic Albums: Metallica - Metallica DVD, que comenzó a componer la canción mientras estaba hablando por teléfono con su novia y solamente tenía una mano libre. Es una de las pocas canciones de Metallica en las que el solo de guitarra es interpretado por James Hetfield y no por Kirk Hammett.

## Vídeo musical
El vídeo musical, dirigido por Adam Dubin, se estrenó en MTV el 26 de febrero de 1992 y fue editado por Sean Fullan. Consta de un montaje de imágenes de sesiones de grabación tomadas del DVD A Year and a Half in the Life of Metallica (en español, "un año y medio en la vida de Metallica"). En una de las partes del vídeo aparece Hetfield tocando una guitarra eléctrica de doble mástil, o sea un mástil de doce cuerdas y en el otro seis cuerdas.

## En vivo
«Nothing Else Matters» es una canción asidua en los conciertos de Metallica. En las versiones en vivo, la estructura es diferente: Suele ser una de las últimas canciones interpretadas, con un solo de Kirk Hammett como introducción. Cuando comienza el primer verso, James Hetfield queda solo con la guitarra tocando y el resto de los miembros del grupo no aparece hasta después del estribillo. Además, se omite el final de la canción, haciendo que esta termine con un solo de Hetfield y en ocasiones, dando seguimiento a la canción «Enter Sandman», del mismo álbum, Metallica.
Sin embargo, en las grabaciones del festival Rock am Ring 2012 se puede escuchar la versión completa tal y como fue grabada en el The Black Album. Otra versión en directo donde esto se puede escuchar se puede encontrar en el CD/DVD, Orgullo, Pasión y Gloria: Tres Noches en la Ciudad de México. Otras grabaciones en vivo se pueden encontrar en Live Shit: Binge & Purge, en S&M, Cunnings Stunts, en el DVD/Blu-ray The Big 4 Live From Sofia, Bulgaria, así como en la banda sonora del largometraje de la banda Through the Never, y también apareció en su segundo álbum sinfónico en vivo publicado en 2020, S&M2.

## Posicionamiento en listas y certificaciones
| Lista (1992)                       | Mejor posición |
| ---------------------------------- | -------------- |
| Alemania (Media Control AG)        | 9              |
| Australia (ARIA)                   | 8              |
| Bélgica (Flandes) (Ultratop 50)    | 5              |
| Canadá (RPM Top Singles)           | 41             |
| Dinamarca (IFPI)                   | 1              |
| España (TVE/AFYVE)                 | 5              |
| Estados Unidos (Billboard Hot 100) | 34             |
| Estados Unidos (Mainstream Rock)   | 11             |
| Francia (SNEP)                     | 10             |
| Irlanda (IRMA)                     | 6              |
| Italia (Musica e dischi)           | 4              |
| Nueva Zelanda (Recorded Music NZ)  | 11             |
| Países Bajos (Dutch Top 40)        | 5              |
| Reino Unido (UK Singles Chart)     | 6              |
| Suecia (Sverigetopplistan)         | 12             |
| Suiza (Schweizer Hitparade)        | 5              |

| Lista (1999–2000)           | Mejor posición |
| --------------------------- | -------------- |
| Austria (Ö3 Austria Top 40) | 6              |
| Suecia (Sverigetopplistan)  | 14             |

| Lista (2007–10)                       | Mejor posición |
| ------------------------------------- | -------------- |
| Dinamarca (Tracklisten)               | 23             |
| European Hot 100                      | 47             |
| Finlandia (OFC)                       | 14             |
| Irlanda (IRMA)                        | 28             |
| Noruega (VG-lista)                    | 3              |
| Reino Unido (Official Charts Company) | 53             |
| Suecia (Sverigetopplistan)            | 12             |
| Suiza (Schweizer Hitparade)           | 10             |

| Lista (2012–22)               | Mejor posición |
| ----------------------------- | -------------- |
| Hungría (Single Top 40)       | 18             |
| Francia (SNEP)                | 162            |
| Reino Unido (UK Rock & Metal) | 2              |
| Suiza (Schweizer Hitparade)   | 40             |

| País         | Lista (1992)               | Posición |
| ------------ | -------------------------- | -------- |
| Alemania     | Offizielle Deutsche Charts | 26       |
| Australia    | ARIA Singles Chart         | 69       |
| Bélgica      | Ultratop 50 flamenca       | 34       |
| Países Bajos | Nederlandse Top 40         | 22       |
| Suiza        | Schweizer Hitparade        | 12       |

| País    | Lista (2000)      | Posición |
| ------- | ----------------- | -------- |
| Austria | Ö3 Austria Top 40 | 31       |

| País  | Lista (2008)        | Posición |
| ----- | ------------------- | -------- |
| Suiza | Schweizer Hitparade | 100      |

### Certificaciones
| País           | Organismo certificador | Certificación | Ref.   |
| -------------- | ---------------------- | ------------- | ------ |
| Alemania       | BVMI                   | 3× Oro        | [ 37 ] |
| Australia      | ARIA                   | 7× Platino    | [ 38 ] |
| Austria        | IFPI Austria           | Oro           | [ 39 ] |
| Bélgica        | BEA                    | Oro           | [ 40 ] |
| Dinamarca      | IFPI Dinamarca         | 2× Platino    | [ 41 ] |
| España         | PROMUSICAE             | 2× Platino    | [ 42 ] |
| Estados Unidos | RIAA                   | Oro           | [ 43 ] |
| Italia         | FIMI                   | 2× Platino    | [ 44 ] |
| Nueva Zelanda  | RMNZ                   | Oro           | [ 45 ] |
| Reino Unido    | BPI                    | Platino       | [ 46 ] |
| Suecia         | GLF                    | Oro           | [ 47 ] |

## Versiones alternativas

### Nothing Else Matters '99
- En 1999, se lanzó como sencillo la versión en vivo que aparece en el álbum S&M, junto con la Orquesta Sinfónica de San Francisco dirigida por Michael Kamen. Esta versión fue editada bajo el nombre «Nothing Else Matters '99», cuyo sencillo incluye los lados B de las versiones en vivo de «- Human» y «For Whom the Bell Tolls». También se lanzó un video musical dirigido por Wayne Isham que incluye imágenes de la grabación del concierto.[48]

- También existe una remezcla acústica de la canción titulada «Elevator Version». Esta versión aparece como lado B del sencillo de «Sad but True»[49] no aparecen guitarras eléctricas (reemplazado por guitarras acústicas, incluso para el solo), e incluyen arreglos orquestales de Michael Kamen.

### Créditos
- James Hetfield: voces, guitarra rítmica y guitarra principal.
- Jason Newsted: bajo.
- Lars Ulrich: batería.
- Michael Kamen: arreglo orquestal

### Posicionamiento en listas
Listas semanales
| Lista (1999-2000)               | Mejor posición |
| ------------------------------- | -------------- |
| Alemania (Media Control AG)     | 2              |
| Australia (ARIA)                | 28             |
| Bélgica (Flandes) (Ultratop 50) | 1              |
| Bélgica (Valonia) (Ultratop 50) | 33             |
| Países Bajos (Dutch Top 40)     | 5              |
| Suiza (Schweizer Hitparade)     | 4              |

## Otras versiones
Fue versionada en múltiples ocasiones por artistas de géneros variados tales como: Gregorian, 3 Doors Down, Angels of Venice, Apocalyptica, Tarja Turunen, Apoptygma Berzerk, Die Krupps, Rev Theory, Staind, Godsmack pasando por artistas como Shakira, Macy Gray, Lissie, Lucie Silvas, entre otros.
En el álbum tributo publicado en 2021, The Metallica Blacklist incluye versiones de una gran variedad de artistas, tales como Miley Cyrus, Phoebe Bridgers, Dave Gahan, Mickey Guyton, Dermot Kennedy, Mon Laferte, Igor Levit, My Morning Jacket, PG Roxette, Darius Rucker, Chris Stapleton y el congoleño Tresor.
En 2022, Hardwell lanzó un mashup de «Nothing Else Matters» y su canción «F*cking Society», incluida en la edición especial de su álbum Rebels Never Die.